# راشد المؤدب
راشد المؤدب هو لاعب كرة قدم دولي تونسي سابق، ولد في 22 أكتوبر 1940. لعب مع الترجي الرياضي التونسي والمنتخب التونسي وشارك في الألعاب الأولمبية الصيفية 1960. يشغل خطة لاعب وسط.

## روابط خارجية
راشد المؤدب على موقع الاتحاد الدولي (مؤرشف)  (الإنجليزية)
- راشد المؤدب على موقع أوليمبيديا (الإنجليزية)